# Comité des chefs d'état-major interarmées (Corée du Sud)
Pour les articles homonymes, voir Comité des chefs d'état-major (homonymies).
Le comité des chefs d’état-major interarmées (en coréen : 대한민국 합동참모본부, en anglais : Joint Chiefs of Staff, abrégé en JCS) comprend les membres les plus gradés de chaque branche principale des services des Forces armées sud-coréennes.

## Composition du Comité des chefs d'état-major interarmées (août 2017)
| Portrait | Name                  | Position                                                                                      | Branch                                   |
| -------- | --------------------- | --------------------------------------------------------------------------------------------- | ---------------------------------------- |
|          | Général Park Han-ki   | Chef du comité des chefs d'état-major interarmées & directeur en chef de l'état-major général | Armée de terre de la République de Corée |
|          | Général Suh Wook      | Chef d'état-major de l'armée de terre                                                         | Armée de terre de la République de Corée |
|          | Amiral Sim Seung-seob | Chef d'état-major des forces navales                                                          | Marine de la République de Corée         |
|          | Général Won In-choul  | Chef d'état-major des forces aériennes                                                        | Force aérienne de la République de Corée |

## Liste des présidents
|  | Général Lee Hyong-kon        | février 1954   | juin 1956      |
|  | Général Chung Il-gweon       | juin 1956      | mai 1957       |
|  | Général Yu Jae-heung         | mai 1957       | février 1959   |
|  | Général Baek Seon-yeop       | février 1959   | mai 1960       |
|  | Général Choi Young-hee       | mai 1960       | octobre 1960   |
|  | Général Kim Jong-oh          | octobre 1960   | avril 1965     |
|  | Général Chang Chang-guk      | avril 1965     | avril 1967     |
|  | Général Im Chung-sik         | avril 1967     | août 1968      |
|  | Général Mun Hyeong-tae       | août 1968      | août 1970      |
|  | Général Shim Heung-seon      | août 1970      | juin 1972      |
|  | Général Han Sin              | juin 1972      | février 1975   |
|  | Général Roh Jae-hyeon        | février 1975   | décembre 1977  |
|  | Général Kim Jong-hwan        | décembre 1977  | décembre 1979  |
|  | Général Ryu Byeong-hyeon     | décembre 1979  | mai 1981       |
|  | Général Yoon Sung-min        | mai 1981       | mai 1982       |
|  | Général Kim Yun-ho           | mai 1982       | juin 1983      |
|  | Général Lee Gi-baek          | juin 1983      | juin 1985      |
|  | Général Chung Jin-gweon      | juin 1985      | juillet 1986   |
|  | Général Oh Ja-bok            | juillet 1986   | décembre 1987  |
|  | Général Choi Se-chang        | décembre 1987  | avril 1989     |
|  | Général Chung Ho-keun        | avril 1989     | décembre 1991  |
|  | Général Lee Pil-seop         | décembre 1991  | mai 1993       |
|  | Maréchal en chef Lee Yang-ho | mai 1993       | décembre 1994  |
|  | Général Kim Dong-jin         | décembre 1994  | octobre 1996   |
|  | Général Yun Yong-nam         | octobre 1996   | mars 1998      |
|  | Général Kim Jin-ho           | mars 1998      | octobre 1999   |
|  | Général Cho Yung-kil         | octobre 1999   | octobre 2001   |
|  | Général Lee Nam-sin          | octobre 2001   | avril 2003     |
|  | Général Kim Jong-hwan        | avril 2003     | avril 2005     |
|  | Général Lee Sang-hee         | avril 2005     | novembre 2006  |
|  | Général Kim Kwan-jin         | novembre 2006  | mars 2008      |
|  | Général Kim Tae-young        | mars 2008      | septembre 2009 |
|  | Général Lee Sang-ui          | septembre 2009 | juillet 2010   |
|  | Général Han Min-koo          | juillet 2010   | octobre 2011   |
|  | Général Chung Seung-jo       | octobre 2011   | octobre 2013   |
|  | Amiral Choi Yoon-hee         | octobre 2013   | octobre 2015   |
|  | Général Lee Sun-jin          | octobre 2015   | août 2017      |
|  | Général Jeong Kyeong-doo     | août 2017      |                |